# 쭝쯔

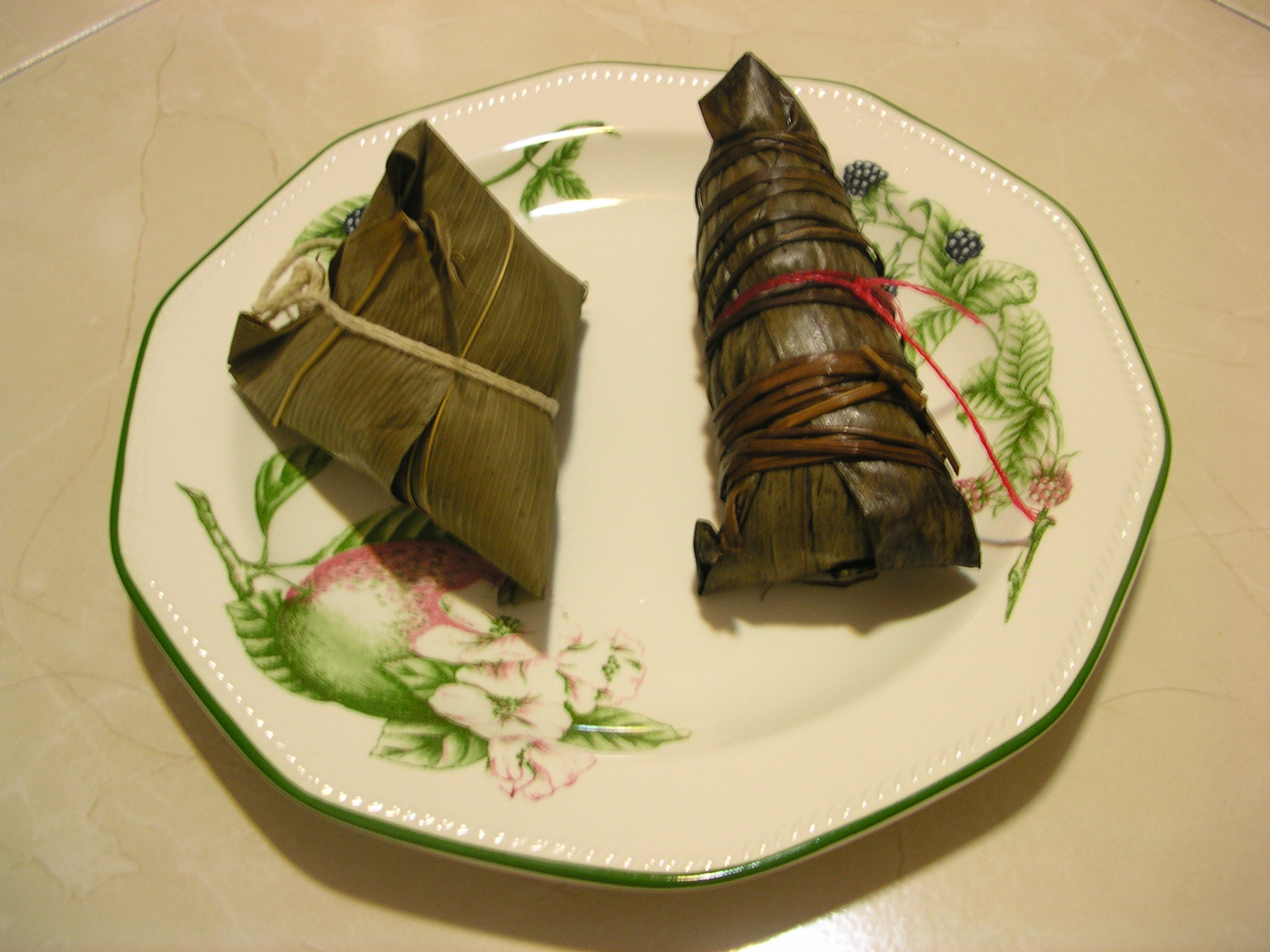
중국 남부의 쭝쯔(왼쪽)와 북부의 쭝쯔(오른쪽)

쭝쯔(중국어: 粽子, 병음: zòngzi,한국 한자음: 종자) 또는 쭝(중국어: 粽, 병음: zòng)은 찹쌀, 쌀, 쌀가루 등으로 만든 떡이다. 찹쌀을 삼각형이나 원추형으로 만들어 연 잎 등의 잎으로 감싸서, 짚이나 갈대 줄기 등으로 묶는다. 그런 다음 삶고 가열하여, 잎을 벗겨 먹는다.

## 개요
원래 중국에서 만들어진 요리로, 일본에도 헤이안 시대 무렵에 전해졌다. 그 밖에 동남아에도 비슷한 음식이 있다. 현대의 식문화에서 대한민국의 김밥처럼 중국 사람들은 휴게소 등지에서 이 쭝쯔를 사먹는다. 주먹밥 문화가 발달했던 한국인들에게는 그리 익숙하지 않은 음식이다.
중국 쭝쯔의 맛은 김밥보다 더 단순하며, 일본 쭝쯔는 음식이라기보다는 떡이나 과자라고 할 정도로 단 맛이 난다. 내용물로는 팥이 들어가기도 하고, 고기가 들어가기도 한다.

## 역사
쭝쯔의 역사는 아주 오래되었다. 이미 전국 시대에 출현하였다. 초나라의 시인인 굴원이 멱라강에 몸을 던진 후 백성들이 굴원의 시체를 건지고, 강물에 이것을 던져 넋을 위로하였다는 기록이 나온다. 그 이후에 단오절 음식으로 자리를 잡았다. 서한 시대 주처(周處)의 풍토기(風土記)에도 그 단오절 풍습이 기록되어 있다.

## 같이 보기
- 쿠에